# 第13回IBAFインターコンチネンタルカップ日本代表
第13回IBAFインターコンチネンタルカップ日本代表（だい13かいIBAFインターコンチネンタルカップにっぽんだいひょう）は、1997年8月にスペインのバルセロナで行われた第13回IBAFインターコンチネンタルカップに出場するために編成された野球日本代表チームである。

## 概要
構成は社会人は第68回都市対抗で優勝した日本生命の3人を含む14人、大学生は大学選手権で優勝した近大の3人を含む8人の計22人となった。

## 代表メンバー
所属や年齢は選出当時。
| 位置   | 氏名       | 所属           | 年齢 |
| ------ | ---------- | -------------- | ---- |
| 監督   | 大田垣耕造 | 東芝元監督     | 47   |
| 投手   | 池添修世   | 日本生命       | 28   |
| 投手   | 杉浦正則   | 日本生命       | 29   |
| 投手   | 建山義紀   | 松下電器       | 21   |
| 投手   | 宮田仁     | 日産自動車     | 22   |
| 投手   | 川上憲伸   | 明治大学       | 22   |
| 投手   | 上原浩治   | 大阪体育大学   | 22   |
| 投手   | 清水章夫   | 近畿大学       | 21   |
| 捕手   | 黒須隆     | 日産自動車     | 28   |
| 捕手   | 藤井彰人   | 近畿大学       | 21   |
| 捕手   | 阿部慎之助 | 中央大学       | 18   |
| 内野手 | 西郷泰之   | 三菱自動車川崎 | 24   |
| 内野手 | 桑元孝雄   | 三菱自動車川崎 | 27   |
| 内野手 | 田頭欣士   | 三菱自動車水島 | 26   |
| 内野手 | 福留孝介   | 日本生命       | 20   |
| 内野手 | 田原隆三郎 | 松下電器       | 24   |
| 内野手 | 二岡智宏   | 近畿大学       | 21   |
| 内野手 | 高須洋介   | 青山学院大学   | 21   |
| 外野手 | 高林孝行   | 日本石油       | 29   |
| 外野手 | 梶山義彦   | 三菱自動車川崎 | 27   |
| 外野手 | 船尾隆広   | NTT北海道      | 26   |
| 外野手 | 渡辺敦     | 日産自動車     | 26   |
| 外野手 | 高橋由伸   | 慶応大学       | 22   |

## 大会戦績

### 予選リーグ
- 第1戦（8月1日）　日本 9-6 アメリカ合衆国
- 第2戦（8月2日）　日本 12-2（8回コールド） スペイン
- 第3戦（8月3日）　日本 4-7 オーストラリア
- 第4戦（8月4日）　日本 9-1 フランス
- 第5戦（8月5日）　日本 7-0（5回降雨コールド） イタリア
- 第6戦（8月6日）　日本 2-3 ニカラグア
- 第7戦（8月7日）　日本 3-7 キューバ
予選リーグ4勝3敗の3位通過。

### 決勝トーナメント
- 準決勝（8月9日）　日本 10-5 オーストラリア
- 決勝（8月10日）　日本 11-2 キューバ
日本は優勝（24年ぶり2回目）